# Wall of Sound
Wall of Sound (englisch für ‚Klangmauer‘) wird in der Musikproduktion die von Musikproduzent Phil Spector ab 1962 in den Gold Star Studios von Hollywood mit seinen Künstlern bis 1966 hergestellte Popmusik bezeichnet, die durch eine hohe Sounddichte und durch intensiven Einsatz von Audioeffekten gekennzeichnet ist und oft mit einer Überorchestrierung verbunden war.

## Allgemeines
Bis 1961 waren für die meisten Musikproduzenten die Tonstudios sterile Räumlichkeiten, denen die Aufgabe zukam, jedes einzelne Musikinstrument getrennt von anderen Instrumenten mit einem Mikrofon auszustatten und der Endabmischung zuzuführen. Im Gegensatz hierzu stand Spectors Idee, den Hörer in einen Klangwall einzubetten und ihm einen kompakten Höreindruck zu vermitteln. Dass ein Mikrofon auch sphärische Geräusche anderer Instrumente mit auffing, war sogar erwünscht. Dies war in der Popmusik zwar nicht neu, jedoch in dieser konzentrierten Form unbekannt. Spector hat diesen Wall of Sound nur bei seinem eigenen Plattenlabel Philles Records eingesetzt, nicht jedoch bei seinen zahlreichen Fremdproduktionen für andere Plattenlabels. Der Begriff Wall of Sound wird in der Musikindustrie eng assoziiert mit den Gold Star Studios, und zwar konkret mit Studio A und der Ampex 350. Spector war einer der ersten Musikproduzenten, die ein Tonstudio als eigenständiges Musikinstrument ansahen.

## Bestandteile des Wall of Sound
Um die Eigenheiten dieser Produktionstechnik zu ergründen, müssen organisatorische, technische und personelle Bestandteile unterschieden werden. Zusammengefasst wiesen sie überwiegend ein einheitliches und identifizierbares Klangbild auf, das als Wall of Sound in die Musikgeschichte einging.

### Organisatorische Bestandteile
Phil Spector praktizierte seine Produktionstechnik nur in den Gold Star Studios, die über eine besonders wirksame Echokammer verfügten. Das nur 7 m × 10,60 m messende und 2,10 m hohe Studio A war überfüllt mit Studiomusikern, was das kompakte Klangbild verstärkte und zu einer hohen Raumsättigung führte. Diese trug zu einer starken Kompression bei. Die so aufgezeichneten Klangmuster wurden in die betonierte Echokammer überspielt, deren Echo aufgenommen und durch Overdubbing der Studioaufnahme hinzugemischt. Der Höreindruck jener Aufnahmen vermittelte den Musikkonsumenten eine Studiogröße, die in Wirklichkeit nicht vorhanden war. Für die Aufnahmen wurde eine vierspurige Ampex 350 verwendet, die mit einer zweiten Ampex 350 gekoppelt werden konnte.

### Personelle Grundlagen
Im Studio vertraute Spector auf eine Reihe von Personen. Wichtig waren insbesondere Arrangeur Jack „Specs“ Nitzsche und Toningenieur Larry Levine, instrumental setzte er die Sessionmusiker von The Wrecking Crew in unterschiedlicher personeller Zusammensetzung ein (meistens zwei bis vier Gitarristen, zwei Bässe, zwei Schlagzeuger usw.). Das erste Take fand meist erst nach stundenlangen Übungen statt. Diese waren nicht etwa wegen der mangelnden Professionalität der Studiomusiker erforderlich, sondern um die präzisen Soundvorstellungen des Produzenten Spector umzusetzen. Zudem setzte bei den Studiomusikern langsam Müdigkeit ein, wodurch sie weitgehend ihre Individualität verloren. Es handelte sich um hochproduktive Musiker, die meist Noten lesen konnten und dann mit einem Take auskamen. Dennoch kam es vor, dass mehrere Takes wie bei Be My Baby (42 Takes) benötigt wurden, um den hohen Ansprüchen Spectors gerecht zu werden. Roy Halee, Koproduzent von Simon & Garfunkel, lobte die Qualität der Musiker, als er über Bassist Joe Osborn sprach: „Man braucht das Tonband nicht anzuhalten wegen eines Fehlers, denn es gibt keinen.“

### Technische Voraussetzungen
Bereits fertig aufgenommene Takes wurden durch Overdubbing verdoppelt oder gar verdreifacht („double tracking“), wobei durch den Hall der Echokammer eine Phasenverschiebung erreicht wurde. Die Intonation der Musik war häufig durch Überorchestrierung oder symphonische Produktion gekennzeichnet. Spector nannte es „kleine Symphonien für Jugendliche“ in einer wagnerischen Annäherung an den Rock ’n’ Roll. In der Studiotechnik kamen Audio-Effekte wie Delay, Flanging, Chorus oder Hall zum Einsatz, auch starke Verzerrungen des Signals von Instrumenten waren typisch. Das mehrmalige Überspielen derselben Partitur im Wege des Overdub verstärkte das kompakte Klangbild. Das Endergebnis waren hoch verdichtete, für Transistorradios gedachte Musikproduktionen.  
Der Verlauf der Produktion war weitgehend standardisiert. Jack Nitzsche fertigte zuerst die wesentlichen Partituren („Lead Sheets“) an, Spector begann danach die Arbeit mit den Gitarren (meist drei oder gar vier). Dann kamen die Pianos, drei oder vier Keyboards, mindestens zwei Bässe, sodann Schlagzeug und zuletzt die Bläser- und Streichersektionen. Spector war ein Fan der Monoaufnahme, so dass drei Spuren der beiden Ampex-Geräte ausschließlich zur Verstärkung des Monosounds genutzt wurden, nur die vierte Spur diente der Vokalaufnahme. Hieraus ist erkennbar, dass es Spector hauptsächlich auf die Instrumentation und deren Klangbild abgesehen hatte.

## Beispiele
Als Spectors erste Aufnahme bei Gold Star im Rahmen des Wall of Sound kann He’s a Rebel von den Crystals am 13. Juli 1962 angesehen werden. Ab dem 5. Juli 1963 wurde das wohl charakteristischste Produkt des Wall of Sound aufgenommen, Be My Baby von den Ronettes. Mit Hal Blaine und Earl Palmer waren gleich zwei Schlagzeuger zugegen, Carol Kaye und Ray Pohlman spielten Bass, gleich vier Gitarren (Billy Strange, Tommy Tedesco, Barney Kessel und Bill Pitman) und vier Keyboards (Leon Russell, Larry Knechtel, Al De Lory und Don Randi) führten zu einer bis dahin nicht gekannten Sounddichte. Komplettiert um Kastagnetten und Maracas, ist der Song der erste, bei dem Spector auch eine vollständige Geigensektion einsetzte. 42 Takes in einer vierstündigen Session waren nötig, um Spector zufrieden zu stellen. Der Hit verkaufte nach seiner Veröffentlichung im August 1963 mehr als zwei Millionen Platten allein im Jahr 1963.
Auch die Balladen You’ve Lost That Lovin’ Feelin’ (aufgenommen zwischen August und November 1964) und Unchained Melody (2. März 1965) der Righteous Brothers waren für den Wall of Sound geeignet; beide Aufnahmen gehören zu dessen wichtigsten Produktionen. Sie waren erfolgreiche Nummer-eins-Hits und Millionenseller. Zu den wichtigsten Interpreten des Wall of Sound gehörten außerdem Bob B. Soxx & the Blue Jeans und The Crystals. Die letzte Aufnahme des Wall of Sound unter Spector fand am 7. März 1966 mit Ike & Tina Turner und dem Titel River Deep – Mountain High statt. In einer 4 1⁄2-stündigen Session überzeugt neben der Gesangsintensität von Tina Turner der weiter perfektionierte Raumklang und die Sounddichte des Songs. Neben dem Kern der Wrecking Crew Barney Kessel/Glen Campbell (Gitarren), Leon Russell (Keyboards), Jim Horn (Saxophon), Carol Kaye (Bass) und Hal Blaine/Earl Palmer (Schlagzeug) waren noch 19 weitere Mitglieder zugegen.

## Spätere Aufnahmen
Die von Spector praktizierte Produktionstechnik wird heute im Rock, Progressive- und Metal-Bereich eingesetzt. Beim Psychedelic Rock wurde insbesondere das Phasing aus dem Katalog der Audioeffekte eingesetzt. Spector produzierte ab dem 1. Mai 1979 mit Larry Levine als Toningenieur in den Gold Star Studios die Ramones-LP End of the Century, wobei die meisten Musiker flüchteten, weil sie Spector für verrückt hielten. Der setzte zur Beendigung des Projektes unbeirrt Studiomusiker ein. Für Stereozwecke bietet der Wall of Sound heute ein breites, ausgefülltes Stereo-Bild mit ausgeprägter räumlicher Tiefe. Dank Mehrkanal-Technik entstehen durch „Doppelung“ (mehrmaliges Einspielen einer gleichen Partitur) für menschliche Ohren angenehme Phasenauslöschungen im Signal und durch geschicktes Platzieren des Signals im Stereo-Bild ein breites und tiefes Klangpanorama. Beispiele sind Pink Floyd, Genesis oder Enya. Gedoppelt wird auch der Sprechgesang in Hip-Hop-Produktionen, um der Stimme wie beim Chorgesang Kraft und Volumen zu verleihen.